# 決勝時刻：戰爭世界
《決勝時刻：戰爭世界》是一款由Treyarch開發，美国动视發行的第一人稱射擊遊戲，平台包括PlayStation 3、Xbox 360、Windows、Wii和NDS。這是決勝時刻系列的第5部主要作品，同时也是“黑色行动系列”故事线中的第一部作品，時間從前作的現代戰爭返回第二次世界大戰。游戏于2008年11月11日在北美地区上市，11月14日在西欧地区上市。Windows Mobile、任天堂DS和PlayStation 2平台同名作的剧情流程不同，但也是二战背景。游戏的引擎是基于前作的增強版，使玩家得到更高的視聽享受。而本作的血腥度亦有所增加，例如人物被地雷炸到的話，可能會出現斷肢的情況。
PC與次世代主機的故事重點在於太平洋戰爭和東方戰線，阵营包括美国、日本、苏联、德国。整个游戏剧情以若干二战真实战役为蓝本，通过美国海军陆战队二等兵米勒和苏联红军二等兵迪米德里·彼得连科的角度讲述。多人游戏部分则如前作一样，有丰富的模式种类，并设置了军衔系统，让玩家在战斗中获得解锁武器和额外奖励。游戏新设置了合作模式，允许局域网上2人，或互联网上4人合作游戏。
在美国，游戏是发布当月的销量亚军，共售出141万份。在英国，游戏的第一周销量是《決勝時刻4：現代戰爭》的两倍，成为销量最快游戏中的第三名。游戏主要获得了积极的评价，特别是真实渲染出了战争阴暗、可怕的一面。然而，游戏也被认为不如《使命召唤4：现代战争》成功。Game Rankings和Metacritic的统计数据显示游戏获得了来自各家媒体、平均85%的打分。
本游戏Xbox 360版本于2016年9月27日在Xbox One平台向下兼容。

## 游戏内容
作为系列中的第五代正式作品，游戏的主题更加成熟。游戏环境也更加开放，完成同样的任务，玩家有多种选择方案。同时，游戏保留了前作的经典设定，玩家与一队电脑控制的友军协同对战，电脑人会进行火力掩护、射击敌人或是清场，来帮助玩家完成各种任务。
Wii玩家则可以使用枪形的Wii Zapper控制器来进行游戏。玩家使用“Wii Zapper”可以更真实地模拟枪械瞄准的动作。
由于回到了二战的设定，游戏中有出现了使命召唤早期作品中的经典武器和道具，包括汤普森冲锋枪、PPSh-41冲锋枪、MP40冲锋枪、M1加兰德步枪、莫辛-納甘步槍、毛瑟Kar98k步槍、MP44突擊步槍、坦克杀手等，以及M2火焰喷射器、九九式步枪、九九式輕機槍、百式冲锋枪等新加入的武器。在单人游戏中，玩家有很多机会获得这些武器，但除手榴弹外，只可随身携带两种。玩家也可以找到榴弹发射器、刺刀等武器外挂装备。
玩家可以做出站立、下蹲、匍匐三种动作，对应普通行动、瞄准、偷袭三种行动。玩家受严重伤害后屏幕周围会变红，并出现快节奏的心跳声，此时玩家需要躲进掩体隐蔽来缓慢回升生命值。当玩家周围出现手榴弹时，会有图标提示玩家手榴弹的方位，指导玩家逃跑；玩家也可以捡起并回扔被丢在自己周围的手榴弹。

### 多人游戏
《战争世界》的多人游戏系统和《使命召唤4：现代战争》类似，所有平台都有一套相近的军衔及特殊能力等级系统，并有包括死亡竞技和抢旗在内的六种不同的比赛模式。Windows、PS3、Xbox 360版本有13张地图，而且还有两个追加的下载地图包；Wii版本则只有8张地图，并且还没有发布任何下载包。
游戏的军衔可升到65级，此时玩家可以选择进入“威望”（Prestige）模式，将自己的等级重置为1级，并将所有的奖励换为游戏中的特殊勋章。威望模式最多进入10次，其中第1、2、4、7、10次可分别获得一个特殊勋章和武器空位。这意味着玩家达到威望10级后，可以随身携带10种武器或装备。
游戏支持合作对战模式，两名玩家可以通过分屏在一台主机上合作，也可以在互联网上组四人的队伍对战。Wii版没有网络co-op模式，但小队co-op模式支持两个玩家在同一视角下同时进行游戏。

### 纳粹僵尸
《战争世界》加入了“纳粹僵尸”的独立的合作游戏模式。原版游戏中，唯一一幅支持此模式的地图是“Nacht der Untoten”（不死之夜），主机版的地图包和PC版的升级补丁又陆续添加了一些地图。两名局域网玩家，或是四个互联网玩家，要共同协作干掉潮水般涌来的纳粹殭屍。一开始玩家只有一把M1911手槍。玩家可以通过杀戮僵尸或是修复被撬开的窗户得到分进入到地图中新的区域，并有机会获取随机的威力更大的武器。尚且存活的玩家可以救起被击倒的玩家。僵尸会不断地打破窗户或从其他入口涌入攻击玩家，直到所有玩家阵亡，游戏结束。起初玩家必须完成单人战役游戏后才可进入此游戏模式，但后来官方取消了这个硬性要求。在某個地圖會有一些隱藏的事物。例如：已遺留的對講機的對話、暗示的數字等等。

## 单人战役

### 游戏角色
玩家在战役中会扮演多名士兵的角色。在太平洋战争中，主角是美国海军陆战队第一师的二等兵米勒（Private Miller）。米勒在马金岛偵察日军时被俘虏，但不久就被罗巴克下士（Corporal Roebuck）等陆战队队员救下，并协同列兵波隆斯基（Private Polonsky）、沙利文中士（Sergeant Sullivan）等战友继续展开进攻行动，参与了贝里琉岛战役，最后一直打到冲绳岛的首里城。
东线战役的主角是苏军第62军的二等兵迪米特里·彼得连科（Private Dimitri Petrenko）。在史達林格勒戰役，他躺在一个水泉旁边装死，亲眼目睹德军处决他的战友的情景。他与同样躲过死劫的雷泽诺夫中士（Sergeant Reznov）发誓要一同对抗纳粹士兵並追殺战争幕后指挥纳粹将军海因里希·阿姆泽尔（Heinrich Amsel），最後兩人在戰亂中成功狙擊阿姆泽尔将军後被德軍追擊，情急之下兩人跳入河中……。三年后，他们在东方战线相会，和二等兵切诺夫（Private Chernov）一道加入第3突击军团，在马科夫（Markov）的指挥下展开对柏林的进攻，最终成功攻陷德國國會大廈，迪米特里在德國國會大廈屋頂上插上了苏联国旗。
玩家可以控制的第三个角色是海军士官洛克（Locke）。他是PBY卡特琳娜的武器操作手，只在“黑猫行动”一个关卡中出现。他所在的小分队进行了一次对日本的空袭，之后营救了一个被击垮的美军舰队的幸存者。

### 劇情

#### 美軍戰役
1942年8月17日，美國海軍陸戰隊突擊隊的米勒與小隊先行抵達馬金環礁進行登陸前的偵搜與探勘，但在登陸後沒多久便被日軍俘虜，一些隊員被殺，其後被罗巴克下士和蘇利文中士的小隊所救，並逃出馬金島，其後米勒被調往海軍陸戰隊第一师，參與贝里琉岛战役，不幸地，蘇利文中士在攻佔領一座碉堡後被日軍襲殺，罗巴克於是被擢升為中士，成為小隊指揮官。之後佔領該島的機場以及清理所有在贝里琉岛上的日軍後，米勒的隊伍離開該島，前往沖繩。美軍艦隊在前往冲绳途中遭到日軍襲擊，美國海軍士官洛克等人苦戰一番後才擊退日軍魚雷艇以及零式戰鬥機的進攻。美軍登陸沖繩後一直陷於苦戰，損失慘重，米勒等人幾經苦戰後到達首里城—日軍在沖繩的最後據點，在首里城的肉搏戰中，罗巴克和波隆斯基遭到日軍自殺式襲擊，其中一人被殺（視乎玩家救誰），不過基本上遊戲設定是讓罗巴克中士死亡（最後的動畫你可以觀察到，不論你救誰，屍體的位置都是在羅巴克倒下的位置），最終美軍的空中支援來到，把日軍趕出沖繩。

#### 蘇軍戰役
在史達林格勒戰役中，彼得连科和雷泽诺夫都受了傷，這時德軍經過，他們趕緊裝死，德軍處決了在水池旁所有有生命跡象的蘇軍，但他們逃過一劫，於是他們決定復仇，追殺德軍指揮官海因里希·阿姆泽尔中將，最終彼得连科親手殺死了他，同時也被德軍坦克發現，他們趕快跳進河裏才逃過一劫。三年後，彼得连科和雷泽诺夫都都被調往第3突擊集團軍，而蘇聯則逐漸攻入德國本土，結果彼得连科再一次被俘虜，最終得雷泽诺夫相救，他們擊柏林市郊的德軍後，向柏林推進，經過在柏林一場又一場的巷戰後，蘇軍推進到德國國會大廈下，切诺夫不幸地被埋伏在柱旁的德軍用火焰噴射器燒死。在國會大厦裏，彼得连科和大厦裏的武裝親衛隊戰鬥，最終他們在國會大厦的屋頂插上了苏联国旗。

## 游戏开发
2008年6月23日，美国动视正式公布《決勝時刻：戰爭世界》，表示该作将回归二战题材，定于11月上市。
《決勝時刻：戰爭世界》的开发时间将近两年，是Treyarch开发《使命召唤3》用时的两倍。游戏使用与《決勝時刻4：現代戰爭》相同的引擎，但在物理模型上有所加强。环境的可破坏度更高，火焰喷射器可以点燃环境物体，同时火势还可以蔓延。游戏发布后不久，Treyarch发布了模组编辑工具，玩家可以在网上下载。著名演员基夫·修打蘭和加里·奧德曼出任游戏的配音演员，分别扮演美军罗巴克中士和苏军雷泽诺夫中士的角色。此外，公司还获得了一架全比例PBY Catalina反潜侦察机模型，用于动态镜头设定。

## 游戏发布
2008年6月21日，《決勝時刻：戰爭世界》的第一部预告片在Xbox Live上发布，5天后登陆PlayStation Network。10月10日，官方发布Xbox 360版多人游戏试玩，而在10月28日又推出了PC平台的试玩。而在Gamestop、EB Games等网站预购游戏的玩家可以获得限量的试玩资格号。
除了普通版游戏，美国动视还为Xbox 360、PC平台推出了“特别收藏版”（Collector's Edition）。特别收藏版由一个不锈钢铁盒装载，上印有使命召唤的图标。而特别收藏版的用户可以在游戏中直接使用解锁武器，拥有更快的升级速度，而他们的玩家帐号旁则有“VIP”的标记。

### 追加内容
2009年2月26日，Treyarch发布了Xbox 360、PS3版游戏的升级包，修复了一些程序漏洞，增加了玩家帐户显示的内容，并添加了马金岛之日（Makin Day）地图。PC版的马金岛之日地图于2月6日随1.2升级补丁发布。马金岛之日地图与原版的马金岛（Makin）相似，但在光照等细节上与游戏机版略有区别。
同年3月19日，Treyarch为游戏机平台发布了第一部地图包，而PC版则在4月9日随免费升级补丁释出。地图包带有3张多人游戏地图：夜火（Nightfire）以柏林的街道为场景；深膝（Knee Deep）内含可破坏的日军防御工事；车站（Station）建立在德国城市的地铁系统上。此外，地图包内带有一张纳粹僵尸模式的新地图，名为德语的“疯狂”（Verrückt），在其中可以使用一些新武器和能力升级。在该地图中，四名玩家被分散成两组，而玩家则要解锁房间来获得能力，与其他分散的玩家会合。据统计，地图包在第一周便售出了100万份，并创下Xbox Live的下载地图包销售记录。
4月30日，第二个地图包发布，包含3张多人游戏地图：万岁（Banzai）取材于日军敌后深处场景；侵蚀（Corrosion）设定在一处苏联的火车編組場；潜艇厂（Sub Pens）则以一处被炸毁的潜艇制造厂为场景。地图包同样附带一张纳粹僵尸模式新地图，名为“死亡沼泽”（Shi No Numa，或称Zombie Swamp）。在该地图中，四名玩家分别扮演苏军、德军、日军、美军士兵，共同抵御由日军阵亡士兵组成的僵尸阵。玩家可以离开自己坚守的建筑阵地，移动到野外的沼泽附近。此外，第二个地图包分别为Xbox 360、PS3版游戏增加了10个成就或奖杯。
8月6日，第三个地图包发布，增加3张多人游戏地图：排炮（Battery）构建在菲律宾群岛，突破口（Breach）设定在柏林勃兰登堡门附近的闹市区，革命（Revolution）建立在苏联的一座工业城市。新僵尸地图“巨人行动”（Der Riese）则需要玩家在德国的一个高科技秘密工厂内作战。第三个地图包同样增加了10个成就或奖杯。

## 其他版本

### 任天堂DS
《使命召唤：战火世界》的任天堂DS版本2008年11月11日在北美发布， 11月14日在欧洲发布， 由Activision出版和n-Space使用与《使命召唤4：现代战争》相同的引擎来开发。起到了补充游戏剧情的作用。但是，由于任天堂DS的机能相对贫弱，因此画质较差。且武器种类少，同时还有许多不符合实际的场面（比如苏军战线中玩家开始携带的是纳粹德国的98K狙击步枪）。

## 外界评价
| 汇总媒体     | 得分 | 得分   | 得分   | 得分   | 得分   | 得分   |
| 汇总媒体     | PS2  | DS     | X360   | PS3    | Wii    | PC     |
| ------------ | ---- | ------ | ------ | ------ | ------ | ------ |
| GameRankings |      | 78.54% | 85.44% | 84.67% | 83.65% | 84.11% |
| Metacritic   |      | 75     | 84     | 85     | 83     | 83     |

| 媒体           | 得分   | 得分   | 得分    | 得分    | 得分   | 得分   |
| 媒体           | PS2    | DS     | X360    | PS3     | Wii    | PC     |
| -------------- | ------ | ------ | ------- | ------- | ------ | ------ |
| Game Informer  |        |        | 8.75/10 | 8.75/10 |        |        |
| GameSpot       |        |        | 8.5/10  | 8.5/10  | 8.5/10 | 8.5/10 |
| GameTrailers   |        |        | 8.7/10  | 8.7/10  | 8.2/10 | 8.7/10 |
| IGN            | 4.5/10 | 8.3/10 | 9.2/10  | 9.2/10  | 8.0/10 | 9.2/10 |
| 官方任天堂杂志 |        |        |         |         | 92%    |        |
| 官方Xbox杂志   |        |        | 7.5/10  |         |        |        |
| PC Gamer英国   |        |        |         |         |        | 77%    |
| X-Play         |        |        | 4/5     |         |        |        |

《決勝時刻：戰爭世界》获得了总体积极的评价。据Metacritic统计，Xbox 360版游戏获得了84%的平均分，而PlayStation 3版本则获得了85%的平均分。
IGN认为Treyarch将太平洋战场搬上游戏舞台是正确的选择，但是也指出游戏不断地在时间和空间上跳换，影响了剧情的流畅感。同时，IGN赞扬新引入的co-op模式增加了游戏的耐玩度，而多人游戏部分则是一如既往地好。
Xbox官方杂志的批评焦点是游戏的创新性。尽管为游戏亮出了“play-it-safe sequel”（不差的续作）标志，但仍然强调《戰爭世界》相对《決勝時刻4：現代戰爭》没有什么提高。此外，评论员认为游戏的单人模式不够精彩，特别是兼顾欧洲战场和太平洋战场，导致游戏在两地的设定都不具备丰富的内涵。评论员形容《战争世界》“更像是使命召唤系列的一款资料片，而不是独立作品”。
GameSpot认为游戏很好地渲染出了战争阴暗、可怕的一面，使得游戏情节格外生动、扣人心弦，但指出二战题材仍然难免俗套。评论员称赞了Sgt. Roebuck、Sgt. Reznov的配音，以及紧张的单人游戏和合作游戏。评论员总结道，回归二战题材的《戰爭世界》是一款不错的游戏，但缺少突破，闪光点不足。
1UP认为增加血腥度是游戏的亮点之一，战场上的残肢断臂对渲染战场气氛的悲壮起到很大的作用。

### 获得奖项
Wii版《決勝時刻：戰爭世界》被IGN授予“2008年最佳Wii平台射击游戏”。

### 销售数据
在美国，游戏是2008年11月的销量亚军，共售出141万份。12月，游戏的Xbox 360版和PlayStation 3版则分别是销售亚军和第9名，总共销售133万套。Wii版则在所有Wii游戏中排在2008年12月榜单的第7名。
在英国，游戏也获得了不俗的成绩。游戏的第一周销量是《使命召唤4：现代战争》当时的两倍。销售速度则排在所有游戏中的第三名，仅次于两款《俠盜獵車手》游戏。
截至2009年6月，游戏已经售出1100万套。